# Adjunt
L'adjunt és un tipus de modificador o complement sintàctic no exigit per la paraula, usualment un verb, en oposició als arguments o autèntics complements. Per exemple, "dir" exigeix un complement directe que indiqui allò que es diu, però el complement circumstancial que indiqui on i quan es diu és optatiu, aporta informació suplementària i, per tant, es considera un adjunt. Els adjunts es classifiquen segons el seu contingut lèxic i, per tant, pot haver-hi adjunts de mode, de temps, de lloc...